# Злявський потік
Злявський потік (словац. Zľavský potok) — річка в Словаччині; ліва притока Бойнянки. Протікає в окрузі Топольчани.
Довжина — 13.7 км. Витікає в масиві Повазький Іновець  на висоті 300 метрів.
Протікає територією сіл Тесаре, Кузмиці та Нємчиці.
Впадає в Бойнянку на висоті 164 метри.